# Gasthuisbossen (Sint-Katelijne-Waver)
De Gasthuisbossen zijn een natuurgebied gelegen in Sint-Katelijne-Waver.

## Geschiedenis
De bossen zijn een restant van het historische Waverwoud. Het was lange tijd een productiebos in eigendom van het OCMW van Mechelen.
Sinds 2010 is het in beheer van Natuurpunt.

## Fauna en Flora

### Fauna
zoogdieren
ree, damhert, haas, Europese rode eekhoorn
vogels
Bosuil, havik, buizerd, ransuil, fazant, groene specht, grote bonte specht, holenduif, koperwiek, vink, groenling
insecten
zevenstippelig lieveheersbeestje, sigaarzakdrager, bont zandoogje

### Planten
Het productiebos bestond uit Grove en Corsicaanse den, Amerikaanse eik en Zomereik. Thans komen ook inheemse loofbomen voor.

### Fungi (schimmels of zwammen)
grote stinkzwam, vliegenzwam, parelstuifzwam, eikentrilzwam, gele korstzwam, violetbruine vezelkop, Parelamaniet, Valse kopergroenzwam, gele ringboleet, Schizophyllum commune, gele aardappelbovist, kastanjeboleet, radijsvaalhoed, citroenstrookzwam en het zeldzame spatelhoorntje